# Ріаньйо (Леон)
Ріаньйо (ісп. Riaño) — муніципалітет в Іспанії, у складі автономної спільноти Кастилія-і-Леон, у провінції Леон. Населення — 532 особи (2010).
Муніципалітет розташований на відстані близько 300 км на північ від Мадрида, 65 км на північний схід від Леона.
На території муніципалітету розташовані такі населені пункти: (дані про населення за 2010 рік)
- Каранде: 18 осіб
- Оркадас: 48 осіб
- Ріаньйо: 466 осіб

## Демографія
Динаміка населення (INE ):